# Oberster Islamischer Rat im Irak

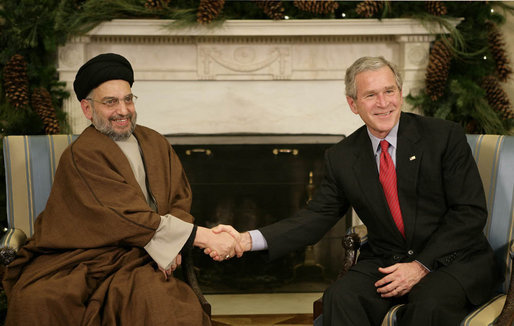
Parteiführer Abd al-Aziz al-Hakim mit George W. Bush 2006

Der Oberste Islamische Rat im Irak (arabisch المجلس الأعلى الإسلامي العراقي al-Madschlis al-aʿlā l-islāmī l-ʿIrāqī) ist eine irakische Partei. In Presse und Rundfunk wird als Abkürzung häufig das Akronym SIIC verwendet, welches die Abkürzung der englischen Übersetzung ist (Supreme Islamic Iraqi Council), die deutsche Abkürzung lautet OIRI.
Der SIIC ist eine schiitische Partei und das größte Mitglied der Vereinigten Irakischen Allianz (United Iraqi Alliance [UIA]), einem großen, überwiegend schiitischen Parteienbündnis, das zur irakischen Wahl am 30. Januar 2005 antrat. Dabei errang die UIA ca. 4 Millionen Stimmen (48,1 % der abgegebenen Stimmen) und war somit klarer Wahlsieger. Bei den Parlamentswahlen 2010 wurde der oberste Rat mit der Nationalen Irakische Allianz allerdings nur dritter.

## Geschichte
Der SIIC wurde 1982 unter dem Namen Oberster Rat für die Islamische Revolution im Irak (المجلس الأعلى للثورة الإسلامية في العراق al-Madschlis al-aʿlā lith-thaura l-islāmiyya fī l-ʿIrāq, englisch Supreme Council for the Islamic Revolution in Iraq, SCIRI) von Großajatollah Muhammad Baqir al-Hakim gegründet und von ihm geführt. Das Hauptziel war der Sturz Saddam Husseins. Die Partei hatte während des Iran-Irak-Krieges ihren Hauptsitz in Teheran und wurde vom Iran als Regierung der „Islamischen Republik Irak“ anerkannt. Der SCIRI befürwortete, ähnlich wie Ajatollah Ruhollah Chomeini, einen Gottesstaat, in dem die Macht in der Hand religiöser Gelehrter liegt; dies stand im Gegensatz zu der Staatsvorstellung der anderen großen schiitischen Partei Daʿwa, welche sich einen Staat wünschte, in dem das Volk die Macht hat.
Nach Saddam Husseins Sturz im Jahre 2003 arbeitete der SCIRI eng mit anderen schiitischen Parteien zusammen. Die Parteiführer legten einige ihrer alten Überzeugungen ab und bekannten sich zur Demokratie.
Am 29. August 2003 wurde der Führer der Partei, Muhammad Baqir al-Hakim, durch eine Autobombe vor der Imam-Ali-Moschee in Nadschaf getötet. Daraufhin übernahm sein Bruder Ajatollah Abd al-Aziz al-Hakim die Führung der Partei.
Am 11. Mai 2007 gab der SCIRI bekannt, dass er den Zusatz „Islamische Revolution“ aus dem Namen tilge und von nun an den Namen Oberster Islamischer Rat im Irak annehme. Begründet wurde dieser Schritt damit, dass der Zusatz islamische Revolution als Symbol für den Sturz Saddam Husseins gesehen wurde und dieser nun nach seinem Sturz nicht mehr notwendig sei.
Nach dem Tod von Abd al-Aziz al-Hakim im Jahr 2009 übernahm sein Sohn Ammar al-Hakim die Führung.

## Milizen
Der bewaffnete Arm der Partei sind die Badr-Brigaden, der schätzungsweise zwischen 4.000 und 10.000 meist Exil-Irakern aus dem Iran angehören und vom Nachrichtendienst der iranischen Revolutionsgarde den Quds-Brigaden finanziert und militärisch unterstützt und während der 1990er Jahre im Iran ausgebildet wurden.

## Mitglieder
Einige wichtige Mitglieder der Partei sind unter anderem
- der stellvertretende Präsident des Iraks, Adil Abd al-Mahdi,
- der Finanzminister und ehemalige sehr umstrittene Innenminister der irakischen Regierung, Bayan Baqir Sulagh, auch Bayan Dschabir genannt,
- der Vorsitzende der Kommission für eine neue irakische Verfassung, Hummam Hammudi, und
- der ehemalige stellvertretende Außenminister Hamad al-Bayati.